# Anales de Tlatelolco
Los Anales de Tlatelolco (también conocidos como el Códice Anónimo de Tlatelolco) son un códice manuscrito elaborado en Náhuatl utilizando el alfabeto europeo. Tienen la fama de ser la primera obra escrita en Náhuatl utilizando el alfabeto latino. En realidad, más que una obra homogénea, los Anales de Tlatelolco son una antología de al menos dos partes:  dos manuscritos (el 22 y el 22bis) que se encuentran en el Fondo Mexicano de la Biblioteca Nacional de París. Estos manuscritos están realizados en fechas muy distantes entre sí. El primero, el 22, está escrito sobre papel amate, y está datado como del siglo XVI, siglo de la conquista de México, mientras que el segundo es muy posterior, del siglo XIX.
Se llegó a decir que el primer manuscrito fue redactado alrededor de, 1532, por indígenas de Tlatelolco que vivieron de primera mano los eventos de la conquista, sin embargo James Lockhart, años más tarde sugiere que probablemente esté realizados no antes de 1540.

## Contenido:  Los 5 documentos de los Anales.
El manuscrito original (22) está organizado en 5 "documentos" ,llamados así por la manera en la que están organizada la información en las hojas, y por su contenido.Cada uno distinto entre sí, pero a la vez complementarios. En 1948, Robert Barlow, hizo un análisis minucioso de ambos manuscritos, el 22 y el 22 bis y clasifícó el contenido de los Anales. Años más tarde, en 1997, Hans Premm y Ursula Dyckerhoff modificaron y matizaron ligeramente la clasificación incorporando elementos de ambos manuscritos. De ese estudio parte la siguiente tabla: 
| Documento | Contenido                                                                              |
| --------- | -------------------------------------------------------------------------------------- |
| Ia        | Lista de los Reyes de Tlatelolco                                                       |
| Ib        | La guerra con Tenochtitlán                                                             |
| Ic        | Lista de los Reyes de Tlatelolco (continuación)                                        |
| Id        | Reminiscencias de la expedición a Honduras.                                            |
| II        | Lista de los Reyes de Tenochtitlán.                                                    |
| III       | Relaciones genealógicas. - Genalogía de Azcapotzalco. - Genealogía de Tlatelolco.      |
| IV        | Suplemento de genalogía de Azcapotzalco.                                               |
| V         | Historia de Tlatelolco - antes de la venida de la conquista - sucesos de la conquista. |
|           | Fase terminal                                                                          |

### Documento I: Lista de los Reyes de Tlatelolco/ La guerra con Tenochtitlán / Reminiscencias de la Expedición a Honduras.
El primer documento de los Anales contiene la historia de la dinastía de los gobernantes del altépetl de Tlatelolco, hasta la conquista de éste por el Imperio Azteca del vecino altépetl de Tenochtitlán.  Este mismo documento también contiene las reminiscencias (por un autor anónimo, al igual que todos los Anales de Tlatelolco), de la famosa expedición de Hernán Cortés a Honduras (entonces llamado Las Hibueras). Éste viaje es infame, o famoso, ya que fue entonces que los conquistadores españoles quemaron los pies de Cuauhtémoc, el último Tlatoani mexica. 

### Documento II: Lista de los Reyes de Tenochtitlan.
El segundo documento de los Anales contiene una genealogía de los distintos señores del altépet de Tenochtitlán, incluidos a los reyes o tlatoanis tepanecas anteriores al encumbramiento de los mexicas o aztecas.

### Documento III y IV: Relaciones Genealógicas.
El tercero y cuarto documentos contienen una genealogía dinástica de los señores tepanecas, e incluso remontándose tan atrás hasta los chichimecas anteriores a las fundaciones de los distintos altépetls sobre el lago. 

### Documento V: Historia de Tlatelolco antes, durante y después de la conquista española.
Según Barlow, y Sáenz este documento fue escrito en 1528, y narra toda la historia tlatelolca desde sus tiempos más remotos, y se mezcla incluso la leyenda y la historia. Narra los orígenes de los Mexicas, desde la quasi-mítica Aztlán hasta establecerse en el lago de Texcoco. 
Contiene recuerdos, en parte legendarios y en parte históricos, de la peregrinación mexicana desde su salida de Aztlán hasta la fundación de México, incluyendo sus desastres y guerras; los señores tecpanecas y su alianza y servidumbre con ellos; la dinastía tlatelolca; el período de la triple alianza a partir del encumbramiento de México; la historia imperial de México, su expansión y victorias; la pérdida de la soberanía de los mexica-tlatelolca; y, en fin, la conquista española.